# Pasma amatorskie

## 1 Region ITU
1 Region ITU obejmuje Europę, Afrykę, były Związek Radziecki, Mongolię i Bliski Wschód na zachód od Zatoki Perskiej, w tym Irak.

### Tabela amatorskich fal średnich i krótkich
Poniższe wykresy pokazują dozwolone częstotliwości używane przez radioamatorów 1 regionu ITU.

#### 160 metrów
| 160 metrów    |             | 1810 1838   | 1838 1840   | 1840 1843 | 1843 2000 |
| ------------- | ----------- | ----------- | ----------- | --------- | --------- |
| IARU Region 1 |             |             |             |           |           |
| IARU Region 2 | 1800 – 1840 | 1800 – 1840 | 1800 – 1840 |           |           |
| IARU Region 3 | 1800 – 1840 | 1800 – 1840 | 1800 – 1840 |           |           |

#### 80 metrów
| 80 metrów     | 3500 3580 | 3580 3600 | 3600 3620 | 3620 3800 |
| ------------- | --------- | --------- | --------- | --------- |
| IARU Region 1 |           |           |           |           |

#### 60 metrów
| 60 metrów       | 5258.5 |  | 5278.5 |  | 5288.5 |  | 5366.5 |  | 5371.5 |  | 5398.5 |  | 5403.5 |
| --------------- | ------ |  | ------ |  | ------ |  | ------ |  | ------ |  | ------ |  | ------ |
| Wielka Brytania | FA     |  | FB     |  | FC     |  | FK     |  | FL     |  | FE     |  | FM     |
|                 |        |  |        |  |        |  |        |  |        |  |        |  |        |

#### 60 metrów – Dania i Norwegia
| 60 metrów | start         |  | 5310,0       |  | 5335,0 |  | 5355,0   |  | 5375,0             |  | 5403,5             |  | end           |
| --- | ------------- |  | ------------ |  | ------ |  | -------- |  | ------------------ |  | ------------------ |  | ------------- |
| Norwegia · Dania | 5260,0 5250,0 |  | Wywołania CW |  | QRP    |  | Digimode |  | Nat. Wywołania USB |  | Int. Wywołania USB |  | 5410,0 5450,0 |
| Note: Pasmo 60 metrów w Norwegii to 5260-5410Khz, w Danii 5250-5450 kHz. Duńskie stacje mają specjalne licencje i limit mocy 1 kW ERP |               |  |              |  |        |  |          |  |                    |  |                    |  |               |

#### 40 metrów
| IARU Region 1 |  |  |  |  |  |  |  |  |  |  |  |  |  |
|               |  |  |  |  |  |  |  |  |  |  |  |  |  |

#### 30 metrów
| 30 metrów     | 10100 10140 | 10140 10150 |
| ------------- | ----------- | ----------- |
| IARU Region 1 |             |             |

#### 20 metrów
| 20 metrów     | 14000 14070 | 14070 14099 | B | 14101 14350 |
| ------------- | ----------- | ----------- | - | ----------- |
| IARU Region 1 |             |             |   |             |

#### 17 metrów
| 17 metrów     | 18068 18095 | 18095 18109 | B | 18111 18168 |
| ------------- | ----------- | ----------- | - | ----------- |
| IARU Region 1 |             |             |   |             |

#### 15 metrów
| 15 metrów     | 21000 21070 | 21070 21110 | 21110 21120 | 21120 21149 | B | 21151 21450 |
| ------------- | ----------- | ----------- | ----------- | ----------- | - | ----------- |
| IARU Region 1 |             |             |             |             |   |             |

#### 12 metrów
| 12 metrów     | 24890 24915 | 24915 24929 | B | 24931 24990 |
| ------------- | ----------- | ----------- | - | ----------- |
| IARU Region 1 |             |             |   |             |

#### 10 metrów
| 10 metrów     | 28000 28070 | 28070 28190 | B | 28225 29200 | 29200 29300 | 29300 29510   | 29510 29700 |
| ------------- | ----------- | ----------- | - | ----------- | ----------- | ------------- | ----------- |
| IARU Region 1 |             |             |   |             |             | Satellite D/L |             |

|  | = CW i transmisje cyfrowe (szerokość pasma < 200 Hz)                                |
|  | = CW, RTTY i transmisje cyfrowe (szerokość pasma < 500 Hz)                          |
|  | = CW, RTTY, transmisje cyfrowe, bez SSB (< 2,7 kHz)                                 |
|  | = CW, fonia i SSTV (szerokość pasma < 3 kHz) SECONDARY                              |
|  | = CW, fonia i SSTV (szerokość pasma < 3 kHz)                                        |
|  | = CW, transmisje cyfrowe, packet radio, FM, fonia i SSTV (szerokość pasma < 20 kHz) |
|  | = CW, RTTY, transmisje cyfrowe, testy, fonia i SSTV                                 |
|  | = Satelitarny downlink                                                              |
|  | = Zarezerwowany dla radiolatarni                                                    |